# 히트리스튼
히트리스튼(Hitlisten, 직역: 'the hit list')은 이전에 트랙리스튼(Tracklisten)으로도 불렸던 덴마크의 주간 톱 40 음반 차트로, 매주 수요일 자정에 웹사이트 hitlisten.nu에서 갱신된다. 이 주간 싱글 차트는 스트리밍과 합법적인 음원 다운로드를 합산하여 가장 많이 팔린 40곡을 집계한다. 덴마크 앨범 차트는 다운로드, 스트리밍, 그리고 CD 판매량을 모두 반영하며, 별도의 바이닐 차트도 존재한다. 차트 데이터는 M&I 서비스에서 수집하며, IFPI 덴마크(국제음반산업협회)를 대신해 차트를 편집한다.

## 같이 보기
- Track Top-40